# 鞭虫病
鞭蟲病（Trichuriasis），是由一種名為毛首鞭形线虫（Trichuris trichiura）的寄生蟲感染所導致的疾病。疾病的症狀取決於患者體內的鞭蟲數量，如果只感染很少量的蟲，常常不會有顯著症狀，但若感染蟲數很多，則會出現腹痛、疲累和腹瀉等症狀。當孩童感染時，可能會使孩童的智力和身體發展受到影響。腹瀉有時候會帶有血，也因此會造成貧血。也有可能有直腸脫垂的狀況。
鞭蟲病屬於土壤媒介的蠕蟲病，這個疾病通常藉由含有鞭蟲卵的飲水或食物傳播，像是食用含有蟲卵卻沒有清洗乾淨或未烹煮過的蔬菜。鞭蟲的蟲卵常隨受感染者的糞便排至體外，常見於人們在戶外隨地大便、以及用未處理過的人類糞便作為肥料地區的土壤中。小孩若在這樣的土地上玩耍，又將手放到嘴巴裡，很容易被感染。鞭蟲的成蟲會寄生在大腸，長度約4公分。通常藉由以顯微鏡觀察糞便檢體尋找蟲卵，蟲卵特徵為桶狀外觀且兩端有突出的透明卵塞，來診斷是否受鞭蟲寄生。鞭虫病屬於土壤传播的蠕虫病。
藉由適當的烹煮食物和烹飪前洗手可以預防鞭蟲病。其他的預防方式包括改善衛生，例如：使用乾淨的沖水馬桶和乾淨的水源。疫區的人可能會集體感染，故需要同時接受治療。鞭蟲病常使用的藥物有：阿苯達唑、甲苯咪唑或是伊維菌素，療程約三天。鞭蟲病在患者痊癒後可能會再次感染。
鞭蟲感染影響全世界大約6億到8億的人口。鞭蟲病普遍分布於熱帶國家，在開發中國家中，被鞭蟲感染的病患通常也會被鉤蟲與蛔蟲所感染，這些病原體對許多國家的經濟有很大的影響，目前對抗鞭蟲病的疫苗正在研發中。鞭蟲病也是易被忽視的熱帶疾病之一。